# الغواصة الألمانية يو-109 (1940)
غواصة يو-109  غواصة يو بوت ألمانية من الفئة التاسعة بي بنيت ل سلاح بحرية ألمانيا النازية كريغسمارينه، في أحواض بناء السفن والآلات الألمانية وإيه جي فيزر في بريمن خلال الحرب العالمية الثانية.